# Luis Alejandro de Borbón (1678-1737)
Luis Alejandro de Borbón (Versalles, 6 de junio de 1678 - Rambouillet, 1 de diciembre de 1737) fue conde de Toulouse (1681), duque de Penthievre (1697), de Arc, y de Châteauvillain de Rambouillet (1711), fundador de la Casa de Borbón-Toulousse.

## Primeros años de vida
Hijo bastardo de Luis XIV y Madame de Montespan, fue reconocido por su progenitor y nombrado Conde de Toulouse en 1681, luego Duque de Penthievre en 1697 y Duque de Rambouillet en 1711. En 1683, a la edad de cinco años recibió, el título de Almirante de Francia y fue coronel de un regimiento de infantería en su nombre en febrero de 1684 y maestre de campo de un regimiento de caballería en 1693.

## Vida militar
Obtuvo el gobierno de Guyena en enero de 1689, que cambió por el de Bretaña en marzo de 1695.
Nombrado Mariscal de Francia el 3 de enero de 1696 y al año siguiente comandante general de los ejércitos del rey, obtuvo el cargo de Grande de Francia en marzo de 1714. Proclamado Caballero de la Orden Real el 2 de febrero de 1693 y Caballero de la Orden del Toisón de Oro en 1704. En 1706, compró a Joseph Fleuriau Armenonville el Castillo de Rambouillet, mejorándolo significativamente. 
Durante la Guerra de Sucesión Española se le encomendó la defensa de Sicilia. En 1704, en Málaga, infligió grandes pérdidas a la flota anglo-holandesa comandada por el almirante George Rooke. 
Al igual que su hermano, el duque de Maine, por edicto real de julio de 1714 fue declarado apto para suceder al trono y como resultado nombrado príncipe legítimo. Sin embargo, este decreto fue abolido por el Parlamento de París en 1717, tras la muerte de Luis XIV posibilitando el al ascenso a la regencia de Felipe II Duque de Orleans. A diferencia de su hermano, el conde de Toulouse no fue separado del poder. En el Consejo de Regencia se convirtió en Comandante de la Marina, hasta 1722, cuando fue sustituido por el mismo Fleuriau de Armenonville al que años antes había comprado el Castillo de Rambouillet.

## Matrimonio e hijos
En 1723, contrajo matrimonio con María Victoria de Noailles, quien le dio un hijo,
- Luis Juan María de Borbón (1725-1793), duque de Penthievre, Rambouillet, d'Aumale y Gisors. Casado con María Teresa Felicitas de Este, tuvo descendencia.

Este matrimonio, concertado unos meses antes de la muerte del regente en agosto de 1723, se hizo público poco después de este evento.
Al caer en desgracia, tras el ascenso del duque de Orleans, el conde de Toulouse se retiró a su castillo de Rambouillet, donde murió en 1737. Fue enterrado en la Capilla Real de Dreux.